# Salix erythrocarpa
Salix erythrocarpa är en videväxtart som beskrevs av Komarov. Salix erythrocarpa ingår i släktet viden, och familjen videväxter. Inga underarter finns listade i Catalogue of Life.